# Воробьёв-Десятовский, Владимир Святославович
Влади́мир Святосла́вович Воробьёв-Десято́вский (1927—1956) — советский индолог. Кандидат филологических наук; крупнейший в СССР знаток индийской палеографии среди современников. «Человек почти легендарный, за короткую жизнь успевший много сделать в продолжение лучших традиций петербургско-ленинградской школы».

## Биография
Внук обер-прокурора Святейшего Синода Владимира Карловича Саблера, умершего в ссылке в Твери — здесь и родился Владимир 3 октября 1927 года; сын сотрудника ленинградского Гидрологического института Святослава Владимировича, сменившего фамилию на Воробьёв-Десятовский, умершего в тюрьме в 1933 году.
После смерти отца Владимир с матерью переехали в Ашхабад.
В 1944—1945 годах служил в Советской Армии, воевал в Румынии, Венгрии и Чехословакии.
Школу окончил в Ленинграде.
Поступил в 1946 году на Индийское отделение Восточного факультета Ленинградского университета на специальность «филология». Овладел санскритом, пали, пракритами, персидским, тамильским, тибетским. Дипломная работа «Историческое развитие личных местоимений первого и второго лица в языках центральной Индии» под руководством академика А. П. Баранникова. Студенческая статья на эту тему была опубликована в «Вестнике Ленинградского университета».
После окончания вуза в 1951 году — младший научный сотрудник Сектора восточных рукописей Института востоковедения АН СССР, преподаватель на Восточном факультете (санскрит, грамматика хинди, пали, тибетология). Систематизировал индийские, тибетские и центральноазиатские рукописные материалы. С ними связано и большинство научных работ Воробьёва-Десятовского, самой значительной из которых является описание центральноазиатских документов на санскрите, сакском и кучанском. Выявил ряд новых фрагментов уникальных произведений. В 1954 году защитил кандидатскую диссертацию на тему «Развитие личных местоимений в индоарийских языках». Много занимался восстановлением биографии первого русского индианиста Г. С. Лебедева. Автор около 20 тематических статей в Большой советской энциклопедии, ряда научных сведений для ВОКС и Совинформбюро, печатавшихся в Индии и Бирме, участвовал в подготовке к изданию книг. Перевёл с санскрита на русский драму Шудраки «Глиняная повозка» («Мриччхакатики»).
Был женат на студентке Восточного факультета, будущем востоковеде Маргарите Иосифовне Воробьёвой-Десятовской, продолжившей изучение древних рукописей из Центральной Азии.
Умер 2 июля 1956 года в Ленинграде после нескольких тяжёлых сердечных приступов.

## Работы
Монографии
А. Неизданные
1. Описание центральноазиатских рукописей на санскрите, сакском и кучанском языках.
2. Перевод: Кидьхорн Ф. Грамматика санскрита.

Б. Индивидуальные
1. Развитие личных местоимений в индоарийских языках. — М.—Л., 1956. (С биогр. очерком, списком трудов и портретом автора).
2. Шудрака. Глиняная повозка. Перевод с санскрита и пракритов, предисловие и примечания В. С. Воробьева-Десятовского. — М.—Л., 1956.
3. Историческое развитие личных местоимений в индоарийских языках / Автореферат диссертации на соискание ученой степени кандидата филологических наук. — Л., 1954.

В. Коллективные
1. Сказание о Бхадре (Новые листы сакской рукописи «Е»). Факсимиле текста // Транскрипция, перевод, предисловие, вступительная статья, глоссарий и приложение B. C. Воробьева-Десятовского и М. И. Воробьевой-Десятовской. — М., I965.
2. Древняя Индия // Очерки истории Древнего Востока. Под ред. акад. В. В. Струве. — Л., 1956. — С. 171—218.

Г. Энциклопедии, подготовка изданий к печати
1. Автор статей: Индийская палеография; Индийское письмо; Тибетская литература; Тибето-бирманские языки; Тибетские языки; Тибетское письмо; У-мэд; У-чжан; Хор-йиг; Цалун; Чакма; Чалукья (письмо); Чамбиали; Чамское письмо; Чера; Чуг-йиг; Шарада; Шаурасени; Шудрака; Шунга; Щербатской // Большая советская энциклопедия (2-е изд.)
2. Дополнения к библиографии: Чаттерджи С., Дата Д. Введение в индийскую философию. — М., 1955.
3. Рецензия: R. Е. Emmerick. Notes on the «Tale of Bhadra» // BSOAS, 1967, vol. XXX. — C. 83—94.
4. Вступительная заметка и подписи к разделу «Рукописи»: Памятники искусства Индии в собраниях музеев СССР. — М., 1955.
5. Участие в составлении примечаний: Минаев И. П. Дневники путешествий в Индию и Бирму, 1880 и 1885—1886. — М., I955.

Статьи
1. Памятники центральноазиатской письменности // Учёные записки Института востоковедения (далее УЗИВ), 1958, XVI. — C. 280—308, 6 л. илл.
2. О некоторых закономерностях развития указательных местоимений в индоарийских языках // УЗИВ, 1958, ХIII. — C. 129—142.
3. Вновь найденные листы рукописей Кāшйапапариварты // Rocznik Orientalistyczny. — Warszawa, 1957. — T. XXI. — C. 491—500.
4. О роли субстрата в развитии индоарийских языков // Rocznik Orlentalistyczny. — Warszawa, 1957. — T. XXI. — C. 501—515.
5. Русский индианист Герасим Степанович Лебедев (1749—1817) // Очерки по истории русского востоковедения. Сб. 2. — М., 1956. — C. 36—73.
6. К вопросу о роли субстрата в развитии индоарийских языков // Советское востоковедение. — М., 1956. — № 1. — C. 99—110.
7. Vorobyov-Desyatovski V.S. Gerassim Stepanovich Lebedev (From the History of Russian-Indian Cultural Relations) // VOKS Bulletin. — М., 1955, № 6 (95).
8. Vorobyov-Desyatovski V.S. An Introduction to the Indian Philosophy // VOKS Bulletin. — М., 1955. — № 5 (94). — C. 87—88.
9. Vorobyov-Desyatovski V.S. Concerning Early Contacts between Russia and India // ISCUS (Journal of the Indo-Soviet Cultural Society). — Bombay, 1955. — Vol. II. — № 2. — C. 47—50.
10. Новые листы сакской рукописи «Е» (Предварительное сообщение) // Краткие сообщения Института востоковедения (АН СССР). — М., 1955. — XVI. — C. 68—71.
11. Тибетские документы на дереве из района озера Лоб-Нор, III // Эпиграфика Востока (далее ЭВ). — 1955. — X. — C. 68—72; I л. илл.
12. О раннем периода формирования языков народностей Северной Индии // Вестник Ленинградского университета (далее ВЛУ), 1954, № 12. — C. 153—160.
13. Восточные рукописи (Бхагаватапурана) // Государственная публичная библиотека им. М. E. Салтыкова-Щедрина, сб. II. — Л., 1954 (см.: Краткий отчет о новых поступлениях в отдел рукописей за 1952 год, с. 184).
14. Собрание индийских рукописей Института востоковедения Академии наук СССР // УЗИВ, 1954, IX. — C. 128—142; 2 л. илл.
15. Заметка по индийской эпиграфике (К надписям храма огня в Сураханах, около Баку) // ЭВ, 1954, IX. — C. 83—87.
16. Рецензия на работы о тибетских документах: G. Uray. Acta orlentalia Academiae Scientiarum Hungaricae. — Budapest, 1955. — T. IV. — C. 304—307.
17. Тибетские документы на дереве из района озера Лоб-Нор, II // ЭВ, 1953, VШ. — C. 77—85; 1 л. илл.
18. Тибетский документ на дереве ив района озера Лоб-Нор // ЭB, 1953, VII. — C. 70—76, 1 л. илл.
19. Коллекция тибетских документов на дереве, собранная С. Е. Маловым // УЗИВ, 1953, т. VI. — C. 167—175.
20. Критика теории Н. Я. Марра о происхождении и развитии личных местоимений в свете работ И. В. Сталина по языкознанию // ВЛУ, 1951, № II. — C. 85—94.

Информационные статьи, написанные в 1955 г. по заказу «Совинформбюро» для публикации в Индии и Бирме
1. Бирманские рукописи в собрании Государственной Публичной библиотеки им. М. Е. Салтыкова-Щедрина.
2. Бирманские рукописи в собраниях Ленинграда.
3. Буддийские рукописи на пали и санскрите в собраниях Ленинграда.
4. Герасим Степанович Лебедев.
5. Из истории изучения родства языков Северной Индии с русским языком.
6. Индийские рукописи в собраниях города Ленинграда.
7. Советский индолог А. П. Баранников